# Deuterocohnia seramisiana
Deuterocohnia seramisiana là một loài thực vật có hoa trong họ Bromeliaceae. Loài này được R.Vásquez, Ibisch & E.Gross mô tả khoa học đầu tiên năm 2002.